# El retorn del Bucentaure el dia de l'Ascensió
El retorn del Bucentaure el dia de l'Ascensió és un quadre de Canaletto pintat cap a 1745-1750 que actualment forma part de la col·lecció permanent del Museu Nacional d'Art de Catalunya.

## Descripció
L'assumpte representat, molt car al pintor, immortalitza el clima festiu que impregnava la dàrsena de Sant Marc a Venècia el dia de la Sensa (Ascensió), una solemnitat que, juntament amb el Carnaval, constituïa un gran esdeveniment per als ciutadans venecians, ja que en un dia com aquell del 998 van derrotar els pirates dàlmates. Des de llavors, cada any i en record d'aquella victòria la Sereníssima República de Venècia es vestia de gala per celebrar el seu enllaç amb el mar Adriàtic.
Com a símbol d'aquesta unió, el dux navegava, a bord de la seva embarcació oficial, el Bucentaure, des de la llacuna fins a mar obert i un cop allà, després de llençar un anell al mar, tenia lloc la cerimònia de les esposalles.
En aquesta escena apareix la galera del dux amb els seus quaranta rems i exquisidament empavesada de vermell, atracada a la dàrsena de Sant Marc davant el Palau Ducal després d'haver tornat de la singlada ritual. Mentre la multitud la rep al moll, l'acompanya un seguici d'embarcacions de tota mena, des de simples góndoles de la classe mitjana fins a luxoses falues pertanyents a l'aristocràcia. La vista, presa des de dalt, comprèn el Palau Ducal, el campanile de Sant Marc i la Biblioteca Marciana i arriba fins a la Punta de la Dogana i la cúpula de Santa Maria della Salute al fons. Vaixells i personatges inunden l'atmosfera lluminosa, càlida i complaent que va caracteritzar el pintor, que va ser historiador i poeta de la seva pàtria natal. Són diverses les versions d'aquest mateix argument sortides del taller de l'artista i aquesta, l'autografia de la qual no presenta dubtes, s'identifica amb la que va pertànyer al col·leccionista britànic Henry Reveley (1737-1798).